# Crocuta
Crocuta és un gènere de carnívors de la família de les hienes. La hiena tacada (C. crocuta) és l'únic representant vivent d'aquest grup. Tanmateix, el registre fòssil de Crocuta es remunta fins al Miocè mitjà i inclou diverses d'espècies. Es tracta d'animals de dieta carnívora. La seva distribució actual es limita a Àfrica, però les espècies fòssils també vivien a Àsia i Europa. El seu nom genèric deriva del nom de la crocota, un animal llegendari descrit per Plini el Vell i altres autors clàssics.